# Кінематограф Швеції

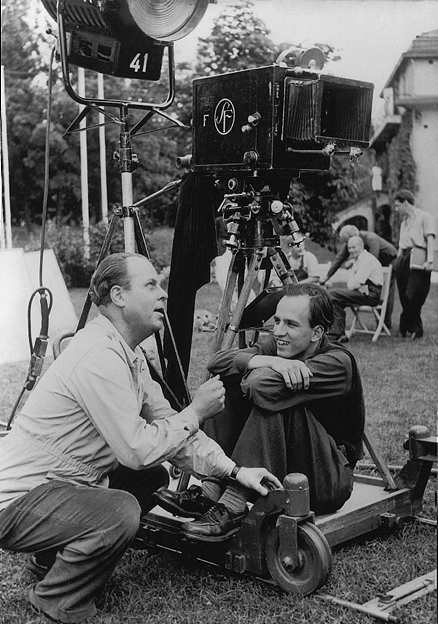
Інгмар Бергман на знімальному майданчику (1946 р.)

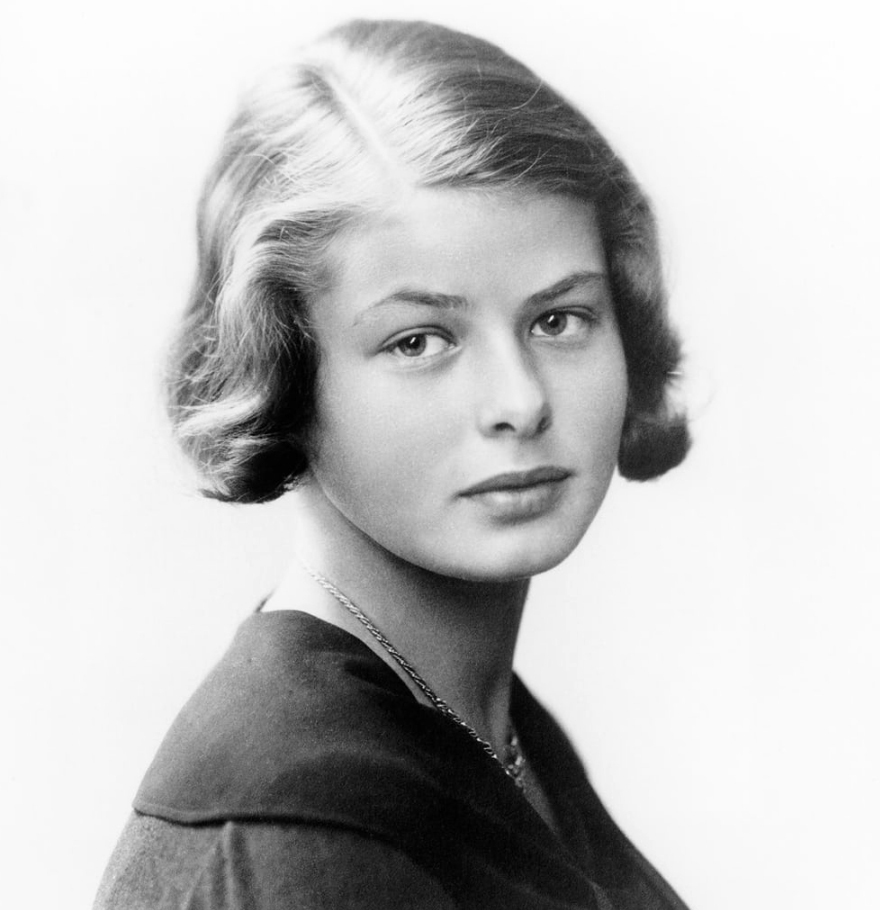
Інгрід Бергман

Кінематограф Швеції — кіномистецтво й кіноіндустрія Швеції.

## Історія
- 28 червня 1896 р. шведський глядач вперше познайомився з кінематографом на промисловій виставці у Мальме, коли за вхідну плату були показані перші кінозйомки. Перше документальне знімання в Швеції здійснив німецький кінематографістм M. Складановський. У 1897 р. декілька документальних та ігрових картин зняв швед H. Петерсон.
- У 1897 р. на виставці в Стокгольмі було продемонстровано і перше короткометражне знімання власне шведського виробництва. У наступні роки завдяки роз'їзним показам кінокартин інтерес до кіно виріс у Швеції, і на початку XX століття поступово починають виникати постійні кінотеатри.
- Одночасно з Данією Швеція (див. Кінематограф Данії) стала однією з перших країн у світі, в якій була започаткована вітчизняна кіноіндустрія. Найстарша з існуючих у світі кінокомпаній швед. Nordisk Film була заснована в Копенгагені вже в 1906 р., а в 1907 р. в Крістіанстаді виникла швед. Svenska Biografteatern (швед. Svenska Bio). У ці роки активно працювали режисери Віктор Шестрем і Моріц Стіллер, роблячи виробництво фільмів все професійнішим. Отже регулярне виробництво шведських фільмів почалося в 1907 році.
- Період закінчення Першої світової війни став «золотим століттям шведського німого кіно». Багато фільмів знімалося шведами за літературним творами. Наприклад, у 1919 р. Стіллер зняв фільм «Гроші пана Арне» (швед. Herr Arnes pengar) за романом Сельми Лагерлеф, а два роки по тому за її ж твором випустив картину «Візник» (швед. Körkarlen) Шестрем. Шведи екранізували те, що подобалося читачам у країні.
- У роки Першої світової війни для швед. Svenska Bio становила конкуренцію Гетеборзька компанія «Hasselbladfilm», в якій у 1915—1917 рр. працював режисер Еорг аф Клеркер.
- У 1919 році всі великі кінокомпанії Швеції злилися в швед. Svensk Filmindustri (SF), на чолі якої встав Карл Магнуссон, який керував до цього «Svenska Bio». Але добробут новоутвореної компанії тривав недовго, бо на початку 1920-х рр. Шестрем і Стіллер, зірка шведського кіно Грета Гарбо перебралися до Голлівуду. Із закінченням війни шведські фільми втратили свої позиції лідера на світовому ринку. Настала фінансова та художня криза. А врятувало шведський кінематограф поява в 1930-х рр. звукових фільмів. Адже це значно збільшило кількість глядачів на вітчизняному кіноринку. У цей час виникає «Europa Film», що спеціалізувалася на виробництві комедій. Шведська класична кіношкола 1910-1920-х рр.. мала вплив на світовий кінематограф. Найвизначніші її представники — В. Шестрьом (кінострічка «Страйк» 1914 року, «Тер'є Віген» 1916 р. за твором Г. Ібсена, «Сини Інгмара» 1918 р. за С. Лагерлеф) і M. Стіллер («Коли вмирає любов», 1913, «Пісня про багряно-червоному квітці», 1918).
- Актори Фрідольф Рудін, Едвард Перссон, Адольф Яр, Тур Мудеєн, Еке Седерблум, Дагмар Еббесен і Сіккан Карлссон приносили компаніям значний дохід (касовий збір), проте в художньому плані картини 1930-х рр. багато в чому були вульгарні і невигадливі, за що навіть одержали прізвисько «пивних фільмів» (швед. pilsnerfilmer). Найвідомішою з «пивних фільмів» стала картина Вейлера Хільдебранда «Готель Парадіз» (швед. Pensionat Paradiset, 1937 р.). Яка послужила приводом для проведення протестного зібрання в Стокгольмському концертному залі, організованого шведською Спілкою письменників. На ньому виступив кінокритик Карл Бьоркман, з виступом під назвою «Шведський фільм — культура або культурна загроза?». У цей період становлення кіномистецтва працював режисер Густав Моландер, в картинах якого вперше з'явилася майбутня зірка світового кіно Інгрід Бергман. У 1930-і рр. випускалися салонні мелодрами і комедії («На сонячній стороні» 1935 р., і «Єдина ніч» 1939 р. режисера Г. Муландера).
- Після початку Другої світової війни в Швеції значно збільшилося виробництво розважальних фільмів, одночасно зросли художні вимоги до їх змісту. В умовах війни у режисерів виник інтерес до національних, соціальних та релігійних сюжетів. У цей час великий внесок в оновлення шведського кінематографу вніс своїми кінокартинами Альф Шеберґ: «Божественна гра» (швед. Himlaspelet, 1942 р.) і «Цькування» (1944 р.). У 1940-і рр. були створені фільми, що викривали нацизм та фашизм («Займеться полум'я» 1943 р. режисера Муландера, «Його ясновельможність» 1944 р. режисера X. Екмана, «Цькування» 1943 р. режисера А. Шеберґа). На рубежі 1940-1950-х рр. з'явилися кінокартини про робітничий клас X. Фаустмана, які стверджували пролетарську солідарність («Чужа гавань» 1948 р., «Шлях в ночі» 1955 р. та інші. У низці фільмів знайшли відбиття протесту молоді режисери, які виступали проти дрібнобуржуазних ідеалів, що панували в шведському суспільстві («Фрекен Юлія» режисера Альфа Шеберґа з драми А. Стріндберга, «Вона танцювала лише одне літо» А. Маттстона, обидві кінострічки — в 1951 р.).
- Після поразки Німеччини сформована кон'юнктура виявилася не на користь шведських фільмів, розрахованих на масового глядача, що позначилося на прагненні акторів проявити себе в мистецтві. Чотири провідні кінокомпанії — «SF», «Europa Film», «Sandrews» і «Nordisk Tonefilm» — у наступне десятиліття надавали акторам і ряду серйозних режисерів значну свободу дій: Арне Суксдорффу, Нільсу Поппе, Еріку Фаустману і Арне Маттссону. У цей період Ханс Екман створив свої найкращі фільми, в тому числі «Дівчина і гіацинти» (швед. Flicka och hyacinter, 1950 р.), а Альф Шеберг — картину «Фрекен Юлія» (1951 р.). Що знову принесло всесвітню славу шведському кіно. Одночасно з цим швидко йшла вгору кінокар'єра Інгмара Бергмана. Його комедія «Усмішки літньої ночі» отримала приз і загальну увагу на Каннському фестивалі 1956 р.. Згодом І. Бергман став визнаним класиком світового кінематографу, а його фільми «Сьома печатка» (1957 р.), «Сунична галявина» (1957 р.), «Мовчання» (1963 р.), «Персона» (1966 р.), «Шепіт і крики» (1973 р.) справили значне враження на багатьох режисерів. У фільмах І. Бергмана знайшли відбиття трагічні суперечності капіталістичного суспільства, його бездуховність і антигуманність («Вечір блазнів» 1953 р., «Особа» 1958 р., «Лицем до лиця» 1976 р.). У 1977 р. в Мюнхені він зняв антинацистський фільм «Зміїне яйце».
- У кінці 1950-х рр. в шведському кіно настала криза, що пов'язана була з появою телебачення. Одночасно зі зниженням кількості глядачів і закриттям кінотеатрів (в цей період їх кількість знизилася на 2/3) кінокомпанії не бажали йти на художні ризики. Настав час «розкутих картин» (з відвертими сексуальними сценами — «чорнуха»). Виявилася, що непогано продається зображення шведської оголеної натури. Тому протягом 1960-х рр. шведський кінематограф був відомий за кордоном насамперед за такими фільмами, як «Ангели … а вони існують?» (швед. Änglar, finns dom? 1961 р.), «Дорогий Юн» (швед. Käre John 1964 р.), «Я зацікавлена — жовтий» (швед. Jag är nyfiken - gul 1967 р.) і «Мова кохання» (швед. Kärlekens språk 1969 р.). у цей же час у публіки мали попит екранізації дитячих творів Астрід Ліндгрен, здійснені Улле Хельбумом.
- Художню складову шведського кіномистецтва врятувала кінореформа 1963 р., суттю якої було фінансова підтримка державою виробництва високохудожніх фільмів. Значна роль у цьому процесі відводилася новоствореному Шведському кіноінститутові. Подібний підхід незабаром приніс свої результати і дозволив дебютувати в кіно молодим режисерам: Вільгот Шеман, Бу Відерберг, Май Цеттерлінг, Ян Труелль, Чель Греде та Рою Андерссону. У 1960-1970-х рр. у шведський кінематограф прийшла група молодих режисерів, фільми яких зачіпають соціально-економічні проблеми: становище робітників («Вороний квартал» 1965 р., «Одал-31» 1969 р., «Джо Хілл» 1971 р. режисера Б. Відерберга); долі селянства («Ось воно, твоє життя» 1967 р., «Емігранти» 1970 р., «Нова земля» 1972 р., два останніх — за романами В. Муберга, режисера Я. Троелля); проблеми молоді («Ула і Юлія» 1967 р., «Мрія про свободу» 1969 р. режисера Я. Хальдоффа, «Ельвіра Мадіґан» 1967 р. режисера Відерберга, «Любовна історія» 1970 р. режисера P. Андерсона). Світове визнання отримали фільми для дітей — серія картин У. Хельбома з книг А. Ліндгрен про Пеппі (1968—1971 рр.) і «Карлсон на даху» (1974 р.). Разом з тим для ряду режисерів характерні відверто натуралістичні зображення сексуальних відносин, що виявляє розкриття причин духовної деградації шведського суспільства («Я цікава» 2 серії 1967—1968 рр. режисера В. Шемана, фільми T. Вікмана, Б. Форслунда, Б. Торна). Серед провідних акторів цього періоду шведського кіно — Б. Андерсон, X. Андерсон, І. Тулін, Л. Ульман, M. Сюдов, Г. Бьєрнстранд, оператори — С. Нюквіст. У 1971 р. вийшов спільний шведсько-радянський фільм «Людина з іншого боку». Щорічно випускається 15-20 шведських фільмів. У шведському прокаті починають домінувати американські фільми зі сценами насильства й жорстокості. Різко впала відвідуваність кінотеатрів (хоча в сер. 1950-х рр. Існувало близько 2,5 тис. шведських кінотеатрів, а у 2-й половині 1970-х рр. 50 % — 1,2 тис.). З 1963 р. почав працювати шведський кіноінститут, при якому існує кіношкола (з 1965 р.). З'явилися шведські кінокритики і теоретики кіно: Б. Ідестам-Альмквіст, P. Вальдекранц, Л. Бергстрем, X. Шейн. Почали видаватися журнали з питань кіно: «Chaplin» (з 1959 р.), «Film och bio» (з 1967 р.).
- У 1970–1980-х рр. у Швеції настав новий спад відвідуваності кінотеатрів, відбувалося зниження ефекту від здійсненої реформи 1963 р.. Але продовжував залишатися популярним жанр кінокомедії. У цей час виходять картини такі, як «Пригоди Пікассо» (швед. Picassos äventyr 1978 р.), «Лейф» (швед. Leif 1987 р.), «Чартерний рейс» (швед. Sällskapsresan 1980 р.) і «Моє собаче життя» (1985 р.). Тоді ж у Швеції з'явилося кілька жінок-режисерів: Маріанн Арне, Марі-Луїза Екман і Сусанн Остен. Для цього періоду була характерна економічна та художня нестабільність. Кілька кінокомпаній збанкрутіли. Зріст відео продукції на відеокасетах для відеомагнітофонів у 1980-х рр. і подальша поява супутникового і кабельного телебачення сильно підірвали комерцію шведської кінопромисловості. Але разом із тим розвивалося творче співробітництво між кіно- і телекомпаніями.
- У 1990-і рр. «створив собі ім'я» Рікард Хуберт знявши серію фільмів про «сім смертних гріхів» («Glädjekällan», «швед. Spring för livet», «Höst i paradiset» та інші). Тоді ж почав свою кінокар'єру і Лукас Мудіссон, славу якому приніс фільм «швед. Fucking Åmål», що вийшов в російському кінопрокаті під назвою «Покажи мені любов».
- Розвиток кінематографу в Швеції мав свої особливі риси, оскільки кінокомпанії, що виникли в Швеції були вертикально інтегрованими. Тобто вони займалися одночасно як виробництвом фільмів, так і їх прокатом, і утриманням мережі кінотеатрів. Антитрестовське законодавство в США забороняло подібні підприємства, що стримувало розвиток конкурентного середовища, і впливало на маленький шведський кіноринок у 1940-1950-і рр.. Хоча у XX столітті така організація була основною передумовою для виживання кінокомпаній.
- Період з початку 1940-х рр. до початку 1980-х років став часом «трьох сестер»: «SF», «Sandrews» і «Europa Film». У 1985 р. опинилася на грані банкрутства «Europa Film» і злилася з «SF», яка таким чином набула контролю над більш ніж 60 % шведського кіноринку.
- У другій половині 1990-х рр. були здійснені інвестиції в розвиток регіональної кінопродукції, внаслідок чого кінооб'єднання «Нурді» в Лулео і «Фільм і Вест» в Тролльхеттані стали значними центрами з виробництва короткометражних, повнометражних й документальних фільмів. Це призвело до того, що на рубежі століття Стокгольм втратив статус монопольного виробника кінопродукції. Важливу роль у розвитку шведської кінопромисловості зіграла участь Швеції з 1993 р. в програмі Європейської комісії «Медіа», націленої на підтримку європейського кіносектору.
- Шведська кіноіндустрія протягом 1990-х рр. випускала в середньому по 20 фільмів за рік. 1998 року в країні налічувалося 1167 кінотеатрів. Валовий дохід від продажу квитків на кіносеанси становив близько 1050000000 крон (з них 14,6 % було отримано від показу шведських фільмів).

## Відомі шведські актори
- Бібі Андерссон
- Інгрід Бергман
- Грета Гарбо
- Інгрід Тюлін
- Макс фон Сюдов
- Марія Бонневі
- Гуннар Бйорнстранд